# Clinton Engineer Works
Pour les articles homonymes, voir CEW.

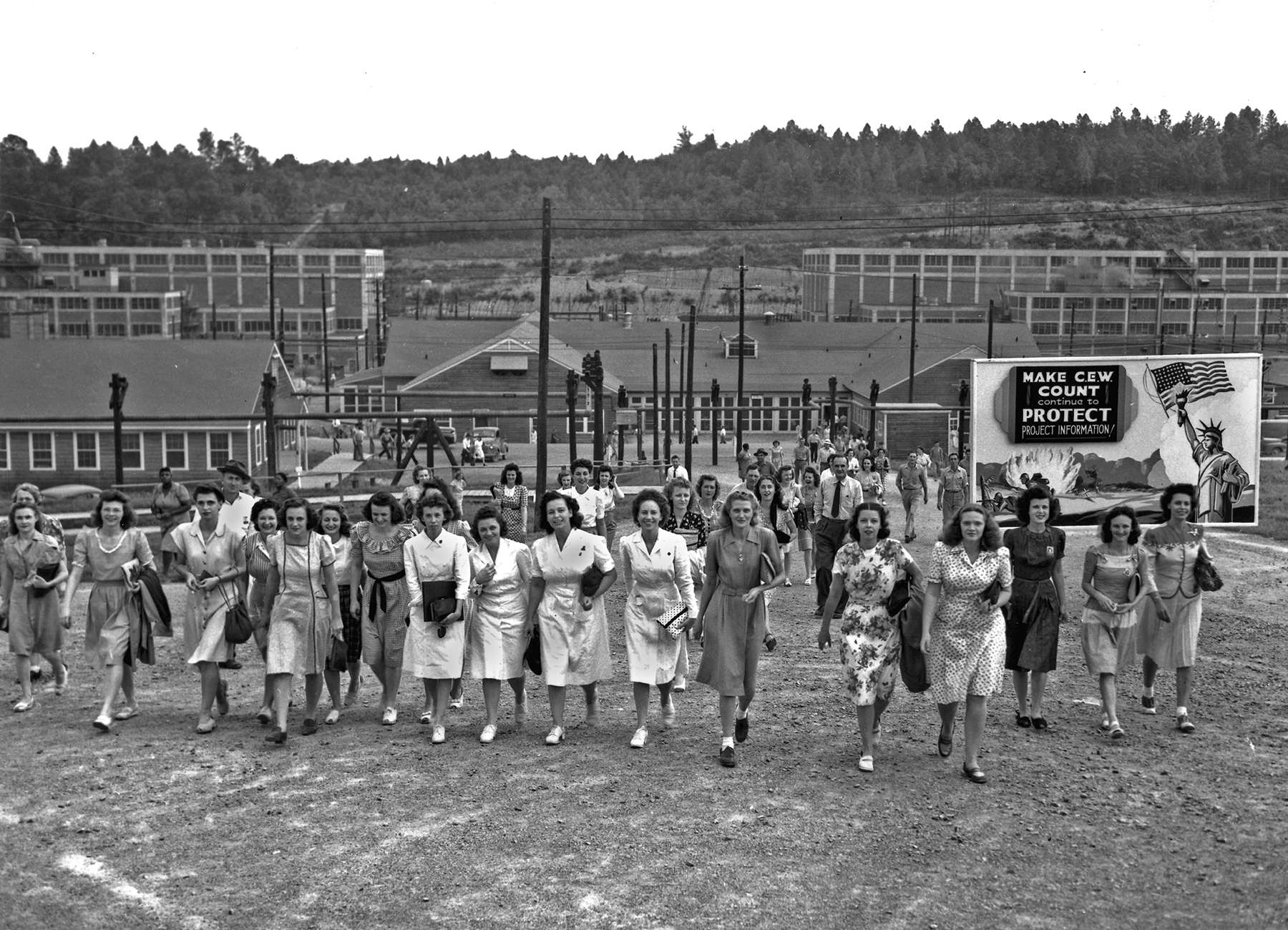
Des travailleuses quittant la usine de séparation électromagnétique Y-12 du projet Manhattan le 11 août 1945.

Clinton Engineer Works (CEW) est un complexe d'installations du projet Manhattan pendant la Seconde Guerre mondiale. Elle produit alors l'uranium enrichi utilisé dans le bombardement atomique d'Hiroshima en août 1945, ainsi que les premiers échantillons de plutonium produit par réacteur nucléaire. CEW est nommée d'après la ville de Clinton, dans le Tennessee.
CEW se compose d'installations de production disposées sur trois sites principaux et divers plus petits dont une centrale électrique et la ville d'Oak Ridge. Les installations de production sont principalement situées dans le comté de Roane bien que la partie nord du site se trouve dans le comté d'Anderson.
L'ingénieur responsable du projet Manhattan, Kenneth Nichols, a déplacé ses activités de Manhattan à Oak Ridge en août 1943.

## Carte de localisation des installations

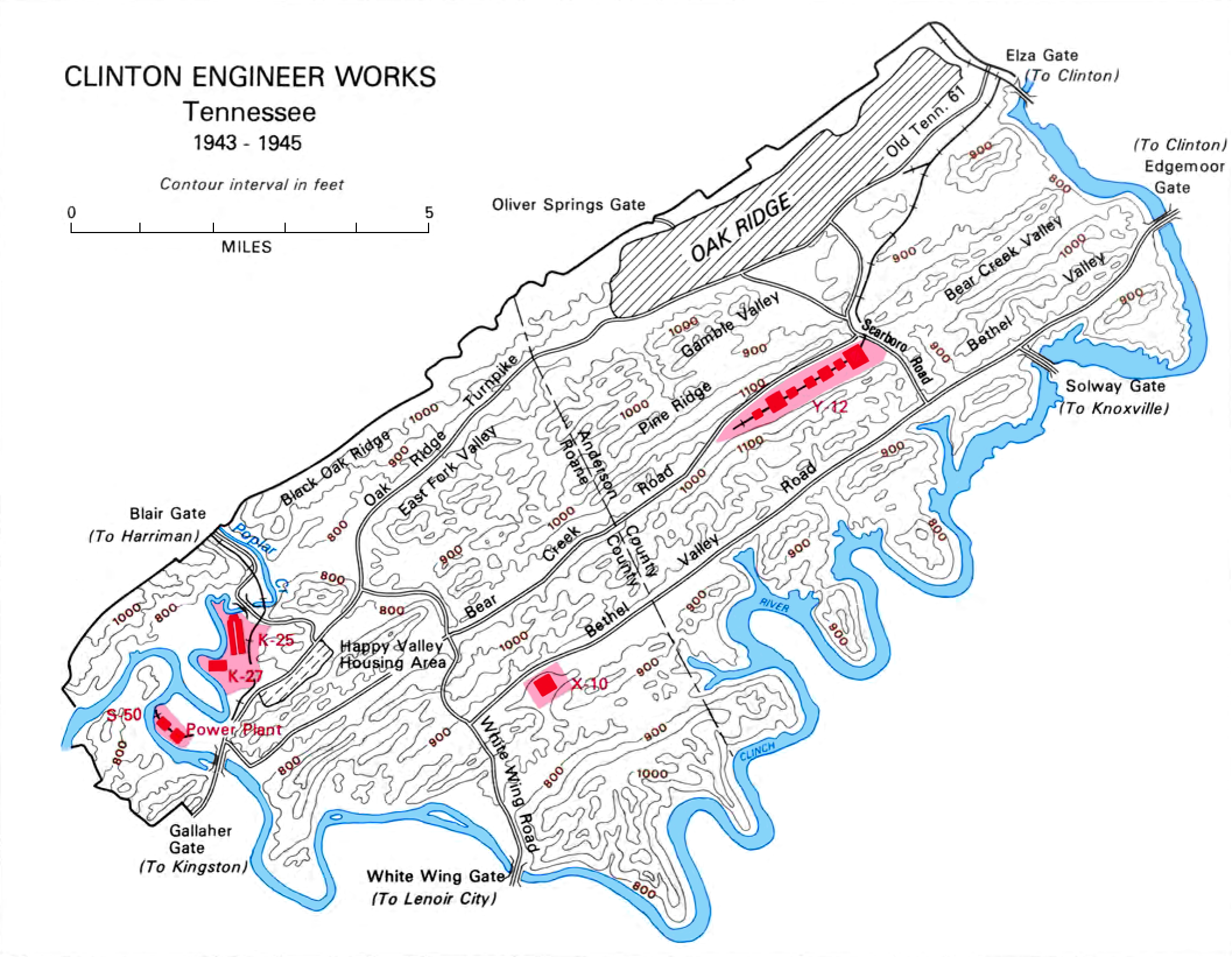
CEW accueillit plusieurs technologies de séparation de l'uranium. Les installations les plus importantes pour la fabrication d'uranium enrichi sont en rouge. Le Y-12 National Security Complex effectuant la séparation électromagnétique se trouve en haut à droite. Les installations K-25 et K-27 de diffusion gazeuse se trouvent en bas à gauche près de l'usine S-50 de diffusion thermique. Le réacteur X-10 était consacré à la production du plutonium. La rivière qui la borde au sud-est est la Clinch, affluent de la Tennessee.